# Лопашов (округ Скалиця)
Лопашов (словац. Lopašov) — село, громада округу Скаліца, Трнавський край. Кадастрова площа громади — 5.21 км².
Населення 331 особа (станом на 31 грудня 2020 року).

## Історія
Лопашов згадується 1392 року.

## Населення
| Рік:            | 1994. | 2004.   | 2014.    | 2024.   |
| --------------- | ----- | ------- | -------- | ------- |
| Кількість осіб: | 275   | 287     | 334      | 339     |
| Різниця:        |       | +4,36 % | +16,37 % | +1,49 % |

| Рік:            | 2023. | 2024.   |
| --------------- | ----- | ------- |
| Кількість осіб: | 338   | 339     |
| Різниця:        |       | +0,29 % |